# Laudetia dominicana
Espèce
Laudetia dominicana est une espèce d'araignées aranéomorphes de la famille des Liocranidae.

## Distribution
Cette espèce est endémique de la Dominique.

## Description
Le mâle holotype mesure 2,00 mm.

## Étymologie
Son nom d'espèce lui a été donné en référence au lieu de sa découverte, la Dominique.

## Publication originale
- Gertsch, 1941 : New American spiders of the family Clubionidae. I. American Museum novitates, no 1147, p. 1-20 (texte intégral).